# La Paz (departamento da Bolívia)
«Introducción». INE (em espanhol). Consultado em 21 de junho de 2019
La Paz é um departamento da Bolívia, sua capital é a cidade de La Paz. Foi criado por Decreto Supremo em 23 de janeiro de 1826, durante a presidência do Marechal de Ayacucho Antonio José de Sucre.
O departamento de La Paz situa-se ao centro-leste da Bolívia, limitando-se ao sul com o Departamentos bolivianos de Oruro, ao norte com o departamento de Pando, ao leste com os Departamentos de El Beni e Cochabamba e ao oeste com o Peru. É neste departamento que está situada uma das maiores atrações da Bolívia: o lago Titicaca.

## Províncias
O departamento de La Paz está dividido em 20 províncias, 75 municípios e 438 cantões. As províncias são:
|  | - Abel Iturralde - Aroma - Bautista Saavedra - Caranavi - Eliodoro Camacho - Franz Tamayo - Gualberto Villarroel - Ingavi - Inquisivi - José Manuel Pando - Larecaja - Loayza - Los Andes - Manco Kapac - Muñecas - Nor Yungas - Omasuyos - Pacajes - Pedro Domingo Murillo - Sud Yungas |

## Demografia (Censo de 2001)
- População total: 2.350.466 de habitantes (28,41% da Bolívia)
- Densidade populacional: 18,04 habitantes por km² (Média nacional 7,56 habitantes por km²)
- População masculina: 49,57%
- População feminina: 50,43
- População urbana: 66,04%
- População rural: 33,96%
- Taxa anual de crescimento: 2,29%
- Taxa de fecundidade global: 4,0 nascidos vivos por mulher
- Idade média da fecundidade: 28,72 anos
- Taxa de mortalidade infantil: 64 a cada mil nascidos vivos
- Expectativa de vida: 63 anos
  - Homens: 61 anos
  - Mulheres: 65 anos
- Taxa de analfabetismo da população de 15 anos ou mais de idade: 11,39%
  - Zona Urbana: 6,43%
  - Zona Rural: 21,68%

### Principais centros urbanos
| Principais cidades do departamento de La Paz | Principais cidades do departamento de La Paz | Principais cidades do departamento de La Paz | Principais cidades do departamento de La Paz | Principais cidades do departamento de La Paz | Principais cidades do departamento de La Paz | Principais cidades do departamento de La Paz | Principais cidades do departamento de La Paz | Principais cidades do departamento de La Paz | Principais cidades do departamento de La Paz |
| Censo de 1992 | Censo de 1992                                | Censo de 1992                                | Censo de 2001                                | Censo de 2001                                | Censo de 2001                                | Censo de 2012                                | Censo de 2012                                | Censo de 2012                                |                                              |
| Posição | Cidade                                       | Habitantes                                   | Posição                                      | Cidade                                       | Habitantes                                   | Posição                                      | Cidade                                       | Habitantes                                   |                                              |
| --- | -------------------------------------------- | -------------------------------------------- | -------------------------------------------- | -------------------------------------------- | -------------------------------------------- | -------------------------------------------- | -------------------------------------------- | -------------------------------------------- | -------------------------------------------- |
| 1° | La Paz                                       | 713 378                                      | 1°                                           | La Paz                                       | 789 585                                      | 1°                                           | El Alto                                      | 842 378                                      |                                              |
| 2° | El Alto                                      | 405 492                                      | 2°                                           | El Alto                                      | 647 350                                      | 2°                                           | La Paz                                       | 757 184                                      |                                              |
| 3° | Viacha                                       | 19 036                                       | 3°                                           | Viacha                                       | 29 108                                       | 3°                                           | Viacha                                       | 62 516                                       |                                              |
| 4° | Caranavi                                     | 7 533                                        | 4°                                           | Caranavi                                     | 12 083                                       | 4°                                           | Achocalla                                    | 18 442                                       |                                              |
| 5° | Patacamaya                                   | 5 950                                        | 5°                                           | Achocalla                                    | 10 369                                       | 5°                                           | Caranavi                                     | 13 569                                       |                                              |
| 6° | Colquiri                                     | 5 696                                        | 6°                                           | Patacamaya                                   | 8 414                                        | 6°                                           | Patacamaya                                   | 11 197                                       |                                              |
| 7° | Achacachi                                    | 5 602                                        | 7°                                           | Achacachi                                    | 7 540                                        | 7°                                           | Achacachi                                    | 8 857                                        |                                              |
| 8° | Achocalla                                    | 5 602                                        | 8°                                           | Copacabana                                   | 4 161                                        | 8°                                           | Apolo                                        | 6 376                                        |                                              |
| 9° | Tipuani                                      | 4 365                                        | 9°                                           | Colquiri                                     | 4 004                                        | 9°                                           | Colquiri                                     | 5 935                                        |                                              |
| 10° | Guanay                                       | 3 886                                        | 10°                                          | Guanay                                       | 3 890                                        | 10°                                          | Lahuachaca                                   | 5 874                                        |                                              |
| 11° | Copacabana                                   | 3 379                                        | 11°                                          | Sica Sica                                    | 3 831                                        | 11°                                          | Copacabana                                   | 5 579                                        |                                              |
| 12° | Quime                                        | 2 718                                        | 12°                                          | Lahuachaca                                   | 2 986                                        | 12°                                          | Palos Blancos                                | 5 478                                        |                                              |
| 13° | Lahuachaca                                   | 2 562                                        | 13°                                          | Palos Blancos                                | 2 961                                        | 13°                                          | Guanay                                       | 4 165                                        |                                              |
| 14° | Mapiri                                       | 2 388                                        | 14°                                          | Chulumani                                    | 2 724                                        | 14°                                          | Desaguadero                                  | 4 065                                        |                                              |
| 15° | Chulumani                                    | 2 192                                        | 15°                                          | Tipuani                                      | 2 563                                        | 15°                                          | Ixiamas                                      | 3 968                                        |                                              |
| 16° | Sorata                                       | 2 048                                        | 16°                                          | Mapiri                                       | 2 561                                        | 16°                                          | Tito Yupanqui                                | 3 459                                        |                                              |
| 17° |                                              |                                              | 17°                                          | Quime                                        | 2 439                                        | 17°                                          | Mapiri                                       | 3 446                                        |                                              |
| 18° |                                              |                                              | 18°                                          | Colquencha                                   | 2 352                                        | 18°                                          | Amarete                                      | 3 304                                        |                                              |
| 19° |                                              |                                              | 19°                                          | San Buenaventura                             | 2 264                                        | 19°                                          | Quime                                        | 3 131                                        |                                              |
| 20° |                                              |                                              | 20°                                          | Desaguadero                                  | 2 219                                        | 20°                                          | San Buenaventura                             | 3 089                                        |                                              |
| 21° |                                              |                                              | 21°                                          | Sorata                                       | 2 217                                        | 21°                                          | Sica Sica                                    | 3 086                                        |                                              |
| 22° |                                              |                                              | 22°                                          | Coroico                                      | 2 197                                        | 22°                                          | Colquencha                                   | 3 085                                        |                                              |
| 23° |                                              |                                              | 23°                                          | Apolo                                        | 2 123                                        | 23°                                          | Sorata                                       | 2 788                                        |                                              |
| 24° |                                              |                                              | 24°                                          |                                              |                                              | 24°                                          | Tipuani                                      | 2 456                                        |                                              |
| 25° |                                              |                                              | 25°                                          |                                              |                                              | 25°                                          | Santa Rosa de Mapiri                         | 2 336                                        |                                              |
| 26° |                                              |                                              | 26°                                          |                                              |                                              | 26°                                          | Coroico                                      | 2 319                                        |                                              |
| 27° |                                              |                                              | 27°                                          |                                              |                                              | 27°                                          | Batallas                                     | 2 257                                        |                                              |
| 28° |                                              |                                              | 28°                                          |                                              |                                              | 28°                                          | La Asunta                                    | 2 143                                        |                                              |
| 29° |                                              |                                              | 29°                                          |                                              |                                              | 29°                                          | Cala Cala                                    | 2 087                                        |                                              |
| 30° |                                              |                                              | 30°                                          |                                              |                                              | 30°                                          | Collana                                      | 2 064                                        |                                              |
| 31° |                                              |                                              | 31°                                          |                                              |                                              | 31°                                          | Chulumani                                    | 2 028                                        |                                              |
| 32° |                                              |                                              | 32°                                          |                                              |                                              | 32°                                          | Tumarapi                                     | 2 026                                        |                                              |
| Fuente:Instituto Nacional de Estadística de Bolivia (INE) (2019) O INE considera como populações da área urbana com um mínimo de 2.000 habitantes. |                                              |                                              |                                              |                                              |                                              |                                              |                                              |                                              |                                              |

## Economia
A economia do departamento de La Paz é a segunda maior economia da Bolívia, já que a cada ano, o Departamento de La Paz produz cerca de 11 milhões de dólares, com esse número representando 28,0% da PIB da Bolívia.
Em 2018, 28% de tudo que é produzido na Bolívia, vem da produção do Departamento de La Paz, tornando-se assim uma das principais economias do país.
Quanto ao PIB per capita (que é a riqueza média por pessoa), o departamento tem um PIB per capita de 3926 dólar até o ano 2018. Este valor está acima da média PIB per capita da Bolívia (3.589 dólares).
A economia de La Paz é composta de vários setores como setor primário, (agricultura), setor secundário (indústria l), setor terciário (serviço) e, finalmente, impostos e direitos de importação.
| Tamanho da Economia do Departamento de La Paz (PIB) Riqueza média por habitante (PIB per capita) | Tamanho da Economia do Departamento de La Paz (PIB) Riqueza média por habitante (PIB per capita) | Tamanho da Economia do Departamento de La Paz (PIB) Riqueza média por habitante (PIB per capita) | Tamanho da Economia do Departamento de La Paz (PIB) Riqueza média por habitante (PIB per capita) |
| Ano | PIB (en Dólares)                                                                                 | PIB per Cápita (en Dólares)                                                                      | Crescimento do PIB departamental                                                                 |
| --- | ------------------------------------------------------------------------------------------------ | ------------------------------------------------------------------------------------------------ | ------------------------------------------------------------------------------------------------ |
| 1988 | US$ 1 278 milhões                                                                                | US$ 664 dolares                                                                                  | Estável                                                                                          |
| 1989 | US$ 1 302 milhões                                                                                | US$ 664 dolares                                                                                  | + 3.37 %                                                                                         |
| 1990 | US$ 1 314 milhões                                                                                | US$ 659 dolares                                                                                  | + 2.63 %                                                                                         |
| 1991 | US$ 1 463 milhões                                                                                | US$ 720 dolares                                                                                  | + 6.91 %                                                                                         |
| 1992 | US$ 1 583 milhões                                                                                | US$ 766 dolares                                                                                  | + 3.66 %                                                                                         |
| 1993 | US$ 1 642 milhões                                                                                | US$ 778 dolares                                                                                  | + 3.88 %                                                                                         |
| 1994 | US$ 1 731 milhões                                                                                | US$ 806 dolares                                                                                  | + 4.32 %                                                                                         |
| 1995 | US$ 1 978 milhões                                                                                | US$ 904 dolares                                                                                  | + 5.40 %                                                                                         |
| 1996 | US$ 2 175 milhões                                                                                | US$ 974 dolares                                                                                  | + 2.69 %                                                                                         |
| 1997 | US$ 2 201 milhões                                                                                | US$ 967 dolares                                                                                  | - 0.20 %                                                                                         |
| 1998 | US$ 2 167 milhões                                                                                | US$ 935 dolares                                                                                  | - 4.37 %                                                                                         |
| 1999 | US$ 2 148 milhões                                                                                | US$ 909 dolares                                                                                  | + 2.84 %                                                                                         |
| 2000 | US$ 2 154 milhões                                                                                | US$ 895 dolares                                                                                  | - 0.07 %                                                                                         |
| 2001 | US$ 2 048 milhões                                                                                | US$ 840 dolares                                                                                  | + 0.38 %                                                                                         |
| 2002 | US$ 2 029 milhões                                                                                | US$ 821 dolares                                                                                  | + 5.10 %                                                                                         |
| 2003 | US$ 2 081 milhões                                                                                | US$ 833 dolares                                                                                  | + 5.15 %                                                                                         |
| 2004 | US$ 2 179 milhões                                                                                | US$ 862 dolares                                                                                  | + 2.78 %                                                                                         |
| 2005 | US$ 2 339 milhões                                                                                | US$ 916 dolares                                                                                  | + 1.12 %                                                                                         |
| 2006 | US$ 2 755 milhões                                                                                | US$ 1 070 dolares                                                                                | + 3.93 %                                                                                         |
| 2007 | US$ 3 224 milhões                                                                                | US$ 1 239 dolares                                                                                | + 4.79 %                                                                                         |
| 2008 | US$ 4 088 milhões                                                                                | US$ 1 554 dolares                                                                                | + 6.00 %                                                                                         |
| 2009 | US$ 4 362 milhões                                                                                | US$ 1 641 dolares                                                                                | + 4.85 %                                                                                         |
| 2010 | US$ 4 972 milhões                                                                                | US$ 1 837 dolares                                                                                | + 4.71 %                                                                                         |
| 2011 | US$ 6 108 milhões                                                                                | US$ 2 232 dolares                                                                                | + 6.09 %                                                                                         |
| 2012 | US$ 6 873 milhões                                                                                | US$ 2 485 dolares                                                                                | + 4.66 %                                                                                         |
| 2013 | US$ 7 708 milhões                                                                                | US$ 2 769 dolares                                                                                | + 5.62 %                                                                                         |
| 2014 | US$ 8 375 milhões                                                                                | US$ 2 988 dolares                                                                                | + 5.44 %                                                                                         |
| 2015 | US$ 8 919 milhões                                                                                | US$ 3 160 dolares                                                                                | + 7.83 %                                                                                         |
| 2016 | US$ 9 518 milhões                                                                                | US$ 3 349 dolares                                                                                | + 5.51 %                                                                                         |
| 2017 | US$ 10 604 milhões                                                                               | US$ 3 705 dolares                                                                                | + 6.10 %                                                                                         |
| 2018 | US$ 11 319 milhões                                                                               | US$ 3 926 dolares                                                                                | + 4.52 %                                                                                         |
| 2019 |                                                                                                  |                                                                                                  |                                                                                                  |
| Nota: Em vermelho, os anos de declínio do PIB, de 0% para baixo Em verde, os anos de crescimento regular do PIB entre 0% e 4,50%.. Em Azul, os anos de bom crescimento do PIB subiram 4,50%. Fuente: Instituto Nacional de Estadística de Bolivia INE (2019) |                                                                                                  |                                                                                                  |                                                                                                  |